# Quiero vivir a tu lado
Quiero vivir a tu lado fue una telecomedia argentina producida por Pol-ka Producciones para Eltrece, que se se emitió entre el 23 de enero y el 26 de mayo de 2017. Fue protagonizada por Mike Amigorena, Paola Krum, Alberto Ajaka y Florencia Peña. Coprotagonizada por Muriel Santa Ana, Carlos Belloso, Jimena Barón, Lizy Tagliani, Darío Barassi, Maida Andrenacci, Camila Peralta y Maxi de la Cruz. También, contó con las actuaciones juveniles de Julián Serrano y Malena Narvay. Las actuaciones especiales de Gabriela Toscano y los primeros actores Betiana Blum, Mario Pasik, Alberto Martín y María Ibarreta. Y la participación de Mauricio Dayub.
Es la encargada de suceder a Los ricos no piden permiso en el prime time del canal. Las grabaciones de la tira comenzaron el lunes 7 de noviembre de 2016 y finalizaron el lunes 15 de mayo de 2017 por bajo índice de audiencia, por ello el unitario Las estrellas tuvo un cambio en el guion para ser transformada en telenovela y así ocupar su lugar.

## Sinopsis
Quiero vivir a tu lado cuenta la historia de dos amigos, Tomás Justo (Mike Amigorena) y Alfred Romano (Alberto Ajaka), de toda la vida, que al casarse sus mujeres, Natalia Rouco (Florencia Peña) y Verónica Petrucci (Paola Krum) se hicieron amigas y sus hijos se criaron juntos. Pero todo cambiará cuando, desde el principio de la serie, salga a la luz un secreto que pondrá un tragicómico argumento a sus vidas.

## Temporada
| Temporada | Temporada | Episodios | Episodios | Lanzamiento original | Lanzamiento original |
| Temporada | Temporada | Episodios | Episodios | Primera emisión      | Última emisión       |
| --------- | --------- | --------- | --------- | -------------------- | -------------------- |
|           | 1         | 77        | 77        | 23 de enero de 2017  | 26 de mayo de 2017   |

## Final
Alfred envía las fotos de Verónica y Tomás besándose a Pedro y Juana. Mientras tanto trata de matar a Tomás, sumergiendolo en problemas y subiendole la presión con su problema cardíaco. Finalmente Tomás decide  confesarle de primera mano a Natalia que la engañó con Verónica, y está muy dolida y enojada les pide a los dos no verlos más. Alfred actuando como un loco les confiesa que fue él quien los extorsionó, por esa razón lo sacan de sus vidas. 
Un tiempo después aparecen Jorge y Floro mudándose juntos sin importarles los prejuicios. El Indio y Susan se casan y esta última se reconcilia con su hija. Marcela perdona a Shimmy al igual que Silvia a Rolo.
Juana y Pedro por fin pueden vivir su amor y se van de viaje a Europa. Pedro de forma de hacerle un gesto a Juana, antes de despegar,le regala un tupperware que dentro contiene una feta de queso y otra de batata, haciendo un guiño a la escena donde Juana le dice a Pedro que para una fiesta de disfraces él se vista de batata y ella de queso en los primeros capítulos de la novela.
Natalia tiene los resultados de los análisis donde descubre que el hijo que está esperando es de Tomás quien se contenta con la noticia. Esto no le pondrá freno a su relación con El Oso. Termina la escena con ella intentándole contar la noticia a Pancho,pero descubre que María ya se le había adelantado.
Alfred no perdona a su exmujer y ex-mejor amigo. Después de mucho tiempo, es consolado por Sonia al final de la novela.
Verónica termina muy feliz reconciliándose con Elena, pero lejos de su amor, el cual provocó todos los hechos sucedidos. Tomás va a seguir su camino hasta donde pueda, esperando la llegada de su tercer hijo.

## Elenco
- Mike Amigorena como Tomás Justo.
  - Juan Pablo Burgos como Tomás Justo (joven).
- Paola Krum como Verónica Petrucci de Romano.
  - Julieta Bartolomé como Verónica Petrucci (joven).
- Florencia Peña como Natalia Rouco de Justo.
  - Candelaria Molfese como Natalia Rouco (joven).
- Alberto Ajaka como Alfredo "Alfred" Romano.
  - Rodrigo del Cerro como Alfredo Romano (joven).
- Julián Serrano como Pedro Romano Petrucci.
- Narella Clausen como Elena Romano Petrucci.
- Malena Narvay como Juana Justo Rouco.
- Jeremias Batto como Francisco "Pancho" Justo Rouco.
- Betiana Blum como Graciela de Justo.
- Mario Pasik como Eugenio Justo.
- Muriel Santa Ana como Marcela Justo.
- María Ibarreta como Norma de Petrucci.
- Carlos Belloso como Aníbal Petrucci.
- Alberto Martín como Lorenzo Romano.
- Jimena Barón como Florencia "Flor" Petrocelli.
- Gabriela Toscano como Susan Cordero.
- Lizy Tagliani como Silvia Troncoso.
- Maida Andrenacci como Irupé.
- Maxi de la Cruz como Javier Damián "Damo" Gómez.
- Mauricio Dayub como Jaime "Shimmy Valente" Gurevich.
- Fabián Arenillas como Douglas Fox.
- Facundo Arana como Víctor.
- Federico Olivera como El Oso.
- Luis Machín como Guillermo del Arco.
- Edda Díaz como Deborah de Gurevich.
- Gustavo Guillén como Rolo.
- Antonio Birabent como Antonio Pardini.
- Benjamín Alfonso como Indio Laprida.
- Iair Said como Net.
- Tony Lestingi como Alberto.
- Agustina Cordova como Solana Katz de Fox.
- Alejandro Botto como Ricardo "Ricky".
- Gabriel Gallichio como Felipe.
- Silvina Acosta como Carla.
- Darío Barassi como Jorge Redondo.
- Camila Peralta como María.
- Manuela Viale como Candela (A partir del Cap. 6)
- Demian Bello como Rodrigo Estévez.
- Valeria Lois como Sonia Turdo.
- Julieta Vallina como Gabriela.
- Luz Palazon como La Psicóloga de Verónica.
- Margarita De Luca es Dora.
- Santiago Ríos como Elean Mirabelli.
- Iride Mockert como Josefina "Jelly".
- Máximo Espindola como Matías.
- David Masajnik como El Médico de Verónica.
- Irene Almus como Madre de Florencia.
- Adriana Ferrer como Giselle.
- Eugenia Aguilar como Bárbara.
- Laurita Fernández como Fernanda "La Ferchu".
- Flor Vigna como Micaela.
- Martin Rocco como Bebo
- Goly Turili como Bebu.
- Marcelo Serré como Larguía.
- Luly Drozdek como Taissa.
- Mauro Álvarez como Diego Metzger.
- Gustavo Suárez como Eduardo.
- Irene Goldszer como Andrea.
- Ariel Pérez de Maria como José Rotonda.
- Gadiel Sztryk como Marcos.
- Julieta Granja como Laura.
- Julia Dorto como La Compañera de Verónica.
- Santiago Gamardo como Germán Garrido.
- Brian Muniz como Fotógrafo.
- Fernando Malfitanocomo Luis.
- Elías Córdoba como Elías.
- Ian Guinzburg como El Periodista.
- Pablo Svidovsky como Pablo Laprida.
- Coni Marino como Laura de Laprida.

### Cameos
- Guillermo "Pelado" López
- Paz Martínez
- Mariano Zabaleta
- Luis Lobo

## Audiencia y recepción
Quiero vivir a tu lado salió al aire tras la emisión de los últimos capítulos de Esposa joven, y promedió 11.5 puntos de índice de audiencia, convirtiéndose en lo tercero más visto del día, primero en su canal. En Argentina, durante casi toda su emisión, compitió con Amar después de amar, que también se estrenó el mismo día, por la pantalla de Telefe. A pesar de haber obtenido un minuto a minuto muy pésimo en cuanto audiencia, la serie ganó por 0.8 de diferencia, teniendo en cuenta que además recibió un piso de casi 16 puntos, contra 9 de la de Telefe, datos según Kantar Ibope Media.
Martín Fernández Cruz, para La Nación, expresó: «Pol-ka se mueve hacia otro terreno con Quiero vivir a tu lado, una tira actual, con recursos narrativos más modernos y una trama de amores cruzados que se complican por un entorno familiar algo absorbente (...) Teniendo en cuenta que Amar después de amar es una ficción que ya está grabada, la serie de El Trece tiene margen de ir modificando la historia en caso que su competencia comience a sacarle ventaja. Pero eso podría significar traicionar el espíritu de esta comedia romántica. El reto es entonces expandir el universo de estas dos familias, sacarle provecho al desfile de personajes y no abandonar recursos tan ilimitados como el de hablarle a cámara. Y mientras más cerca de su premisa original se mantenga en las próximas semanas, más cerca estará de haber logrado su cometido».
Con el pasar de las semanas, la ficción nunca pudo ganarle a la novela policial de telefe y entre varios cambios de horario su índice de audiencia no lograba pasar los 10 puntos, debido a esto se tomó la lamentable decisión de no renovar los contratos actorales poniendole fin al proyecto sin llegar a siquiera 100 capítulos

## Ficha técnica
- Autores: Leandro Calderone y Carolina Aguirre.
- Dirección de sonido: Aníbal Girbal. / Adrián De Michele.
- Dirección de arte: Juan Mario Roust.
- Dirección de efectos visuales: Andrés Bocán.
- Jefe de Post Producción: Hernán Rego.
- Dirección de Fotografía: U1 Martín Sapia. / U2 Alejo de Falco.
- Vestuario: Teresa Núñez.
- Casting: Sabrina Kirzner. / Natalia Monteferrario.
- Locaciones: Mariano Gundín.
- Jefes de Producción: U1 Wesley Félix. / U2 Leonardo Aguirre.
- Asistentes de Dirección: U1 Lucas Ruiz Barrea. / U2 Matías Dalsgaard.
- Coordinación de Producción: Soledad Concilio.
- Dirección de Producción: Diego Andrasnik.
- Producción Ejecutiva: Leonardo Blanco.
- Producción General: Adrián Suar.
- Dirección: U1 Gustavo Luppi. / U2 Daniel Barone (Cap. 01-27) / Alejandro Ibáñez (Cap. 15-77).
- Colaboración Autoral: Esteban del Campo / Ignacio Gaggero / Nicolás Zabo Zamorano.

### Responsables del guion
Los libros del programa están a cargo de dos guionistas de la productora, Leandro Calderone y Carolina Aguirre, los cuales ya han trabajado en conjunto, como es el caso de la tira de comedia Guapas en 2014 y del unitario Signos, un año más tarde, ambos transmitidos por eltrece.

## Premios y nominaciones
| Año  | Premios               | Categoría              | Nominado(a)            | Resultado |
| ---- | --------------------- | ---------------------- | ---------------------- | --------- |
| 2017 | Premios Tato          | Ficción Diaria-Comedia | Quiero vivir a tu lado | Nominada  |
| 2017 | Premios Tato          | Mejor Actor de Reparto | Darío Barassi          | Nominado  |
| 2017 | Premios Martín Fierro | Mejor Actor de Reparto | Carlos Belloso         | Nominado  |
| 2017 | Premios Martín Fierro | Revelación             | Flor Vigna             | Nominada  |